# Madagaskarraupenfänger

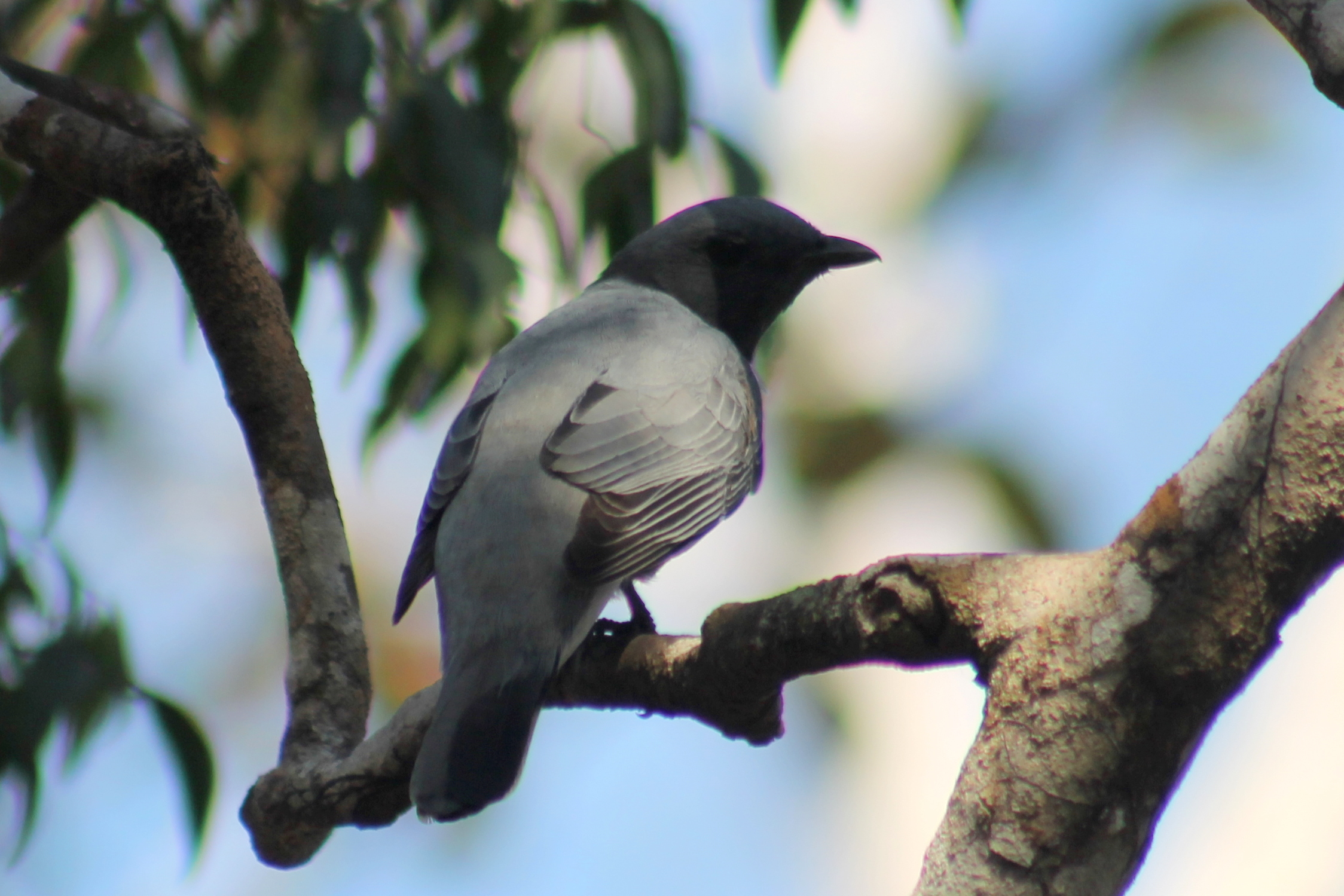
Rückansicht Männchen

Der Madagaskarraupenfänger (Coracina cinerea) ist ein endemisch auf Madagaskar vorkommender Vogel aus der Familie der Raupenfänger (Campephagidae).

## Merkmale
Madagaskarraupenfänger erreichen eine Körperlänge von 22 bis 24 Zentimetern und ein Gewicht von 41,5 bis 45,0 Gramm. Zwischen den Geschlechtern besteht bezüglich der Gefiederfärbung ein schwacher Sexualdimorphismus. Bei den Männchen sind Kopf und Nacken schwarz. Der Rücken, die Steuerfedern und die Flügel sind aschgrau; Brust, Flanken und Bauch weißgrau, selten auch gelblich. Die Weibchen unterscheiden sich lediglich durch den dunkelgrau gefärbten Kopf und sind im Gesamterscheinungsbild etwas blasser als die Männchen.

## Verbreitung und Lebensraum
Das Verbreitungsgebiet der Madagaskarraupenfänger umfasst einen breiten Küstenstreifen um die gesamte Insel Madagaskar herum. Sie besiedeln dort bevorzugt immergrüne Wälder, Mangrovenwälder und Gebüsch reiche Waldränder von der Ebene bis in Höhenlagen von 2300 Metern.

## Taxonomie
Neben der im Norden und Osten Madagaskars vorkommenden Nominatform Coracina cinerea cinerea ist eine weitere Unterart bekannt:
- Coracina cinerea pallida Delacour, 1931, im Westen und Süden der Insel
- Bei den zuweilen als C. sulphurea bezeichneten Vögeln handelt es sich lediglich um eine selten auftretende, hell schwefelgelbe Farbvariante von Coracina cinerea.

Die auf den Komoren vorkommenden Raupenfänger wurden lang Zeit als Unterart von Coracina cinerea geführt. Inzwischen wird Coracina cucullata (Milne-Edwards & Oustalet, 1885) mit den Unterarten Coracina cucullata cucullata auf Grande Comore  und Coracina cuculata moheliensis Benson, 1960 auf Mohéli von vielen Autoren aufgrund von Unterschieden in der Größe, der Gefiederfärbung sowie des Gesangs als eigenständige Art betrachtet.

## Lebensweise
Die Vögel ernähren sich in erster Linie von verschiedenen Wirbellosen, beispielsweise von Zikaden, Heuschrecken, Käfern, sowie Raupen und anderen Larven. Die Beutetiere werden zuweilen durch Schlagen gegen einen Zweig getötet. Die Brutsaison fällt in die Monate November bis März. Das flache, napfförmige Nest wird von beiden Eltern in erster Linie aus Moos und Flechten gefertigt und hochgelegen auf einem horizontalen Ast in einem Baum platziert. In das Nest wird nur ein Ei gelegt. Beide Geschlechter übernehmen das Brutgeschäft. Nach dem Schlüpfen wird der Jungvogel von beiden Eltern gefüttert und fliegt nach 24 Tagen aus.

## Gefährdung
Die Madagaskarraupenfänger kommen auf Madagaskar verbreitet vor und werden von der Weltnaturschutzorganisation IUCN als  „least concern = nicht gefährdet“ klassifiziert.